# David Checa (futbolista)
David Rafael Checa Padilla (Cochabamba, 28 de mayo de 1993) es un futbolista boliviano. Juega como defensa y su equipo actual es Ciclón de la Asociación Tarijeña de Fútbol.

## Clubes
| Club                   | País    | Año           |
| ---------------------- | ------- | ------------- |
| The Strongest          | Bolivia | 2012 - 2017   |
| San José               | Bolivia | 2017 - 2018   |
| The Strongest          | Bolivia | 2019          |
| Atlético Palmaflor     | Bolivia | 2020          |
| Real Santa Cruz        | Bolivia | 2021          |
| Universitario de Sucre | Bolivia | 2022          |
| Ciclón                 | Bolivia | 2023-presente |

## Palmarés

### Títulos nacionales
| Título           | Club          | País    | Año           |
| ---------------- | ------------- | ------- | ------------- |
| Primera División | The Strongest | Bolivia | Apertura 2013 |
| Primera División | San José      | Bolivia | Clausura 2018 |